# Bahman Golbarnezhad
Bahman Golbarnezhad (Perzisch: بهمن گلبارنژاد) (Abadan, 4 juni 1968 – Rio de Janeiro, 17 september 2016) was een Iraans wielrenner, voormalig gewichtheffer en tweevoudig deelnemer aan de Paralympische Zomerspelen. Golbarnezhad was tevens een veteraan uit de Irak-Iranoorlog, waarin hij zijn linkerbeen verloor. In verschillende internationale competities won hij gedurende zijn carrière twaalf gouden en één zilveren medaille.
Tijdens de Paralympische Spelen van 2012 in Londen maakte Golbarnezhad zijn debuut voor Iran in de wegwedstrijd voor mannen in de klasse C4–5, waarbij hijzelf tot de klasse C4 – verslechterde functionaliteit van het onderbeen – behoorde. Golbarnezhad stapte voortijdig uit de race en eindigde daardoor samen met de andere afhakers als 23ste. Op dezelfde Spelen eindigde hij als achttiende in de tijdrit over één kilometer, ruim tien seconden boven winnaar Cabello uit Spanje. 
Op 14 september 2016 keerde Golbarnezhad terug als paralympiër op de Paralympische Zomerspelen 2016 bij de tijdrit over langere afstand; hij startte als eerste en eindigde als laatste, meer dan acht minuten achter de winnaar. Tijdens de wegwedstrijd, die drie dagen later plaatsvond in de straten van Pontal, ging Golbarnezhad in een afdaling onderuit en raakte zwaargewond aan zijn nek, waarna hij ter plekke werd behandeld. Gedurende de rit per ambulance naar een lokaal ziekenhuis werd hij door een hartstilstand getroffen. Kort na aankomst in het ziekenhuis overleed Golbarnezhad na een tweede hartstilstand. Voor het eerst sinds de Olympische Zomerspelen 1960 overleed een atleet in competitie: toen kwam de Deense wielrenner Knud Enemark Jensen om het leven. Kort na de bekendmaking van het overlijden van Golbarnezhad condoleerden president Hassan Rohani en verschillende hoge functionarissen van de internationale sportfederaties de nabestaanden van de wielrenner. Het Iraanse nationaal comité verzocht het Internationaal Paralympisch Comité om een onderzoek rondom de valpartij, wat door het IPC werd toegezegd. Het UCI kondigde eveneens aan onderzoek te doen naar het incident, in samenwerking met meerdere betrokken instanties.
Na het overlijden van Golbarnezhad werden de Iraanse en paralympische vlag in het paralympisch dorp halfstok gehangen. In de sluitingsceremonie werd een moment van stilte in acht genomen.